# Ruca (casa)

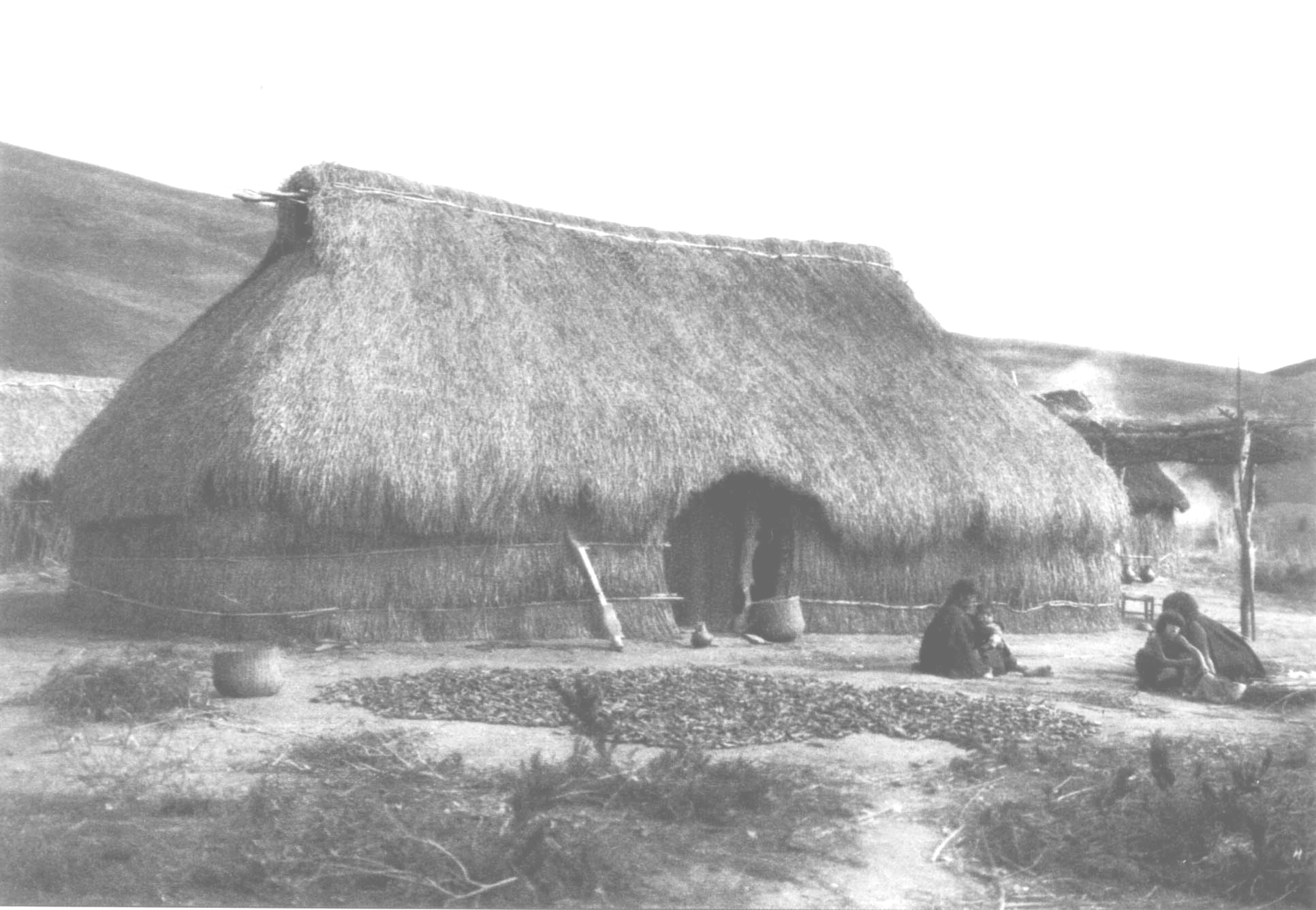
Ruca Maputxe (1930)

Ruca és l'habitatge tradicional dels maputxes, un poble que habita Xile i a l'Argentina. Les 'rucas' són habitatges de grans dimensions, amb superfícies que varien entre els 120 i 240 metres quadrats. Les parets es fan de tova, de taulons o de canya coligüe. Es reforcen per dins amb pals de fusta i s'entapissen amb boga (Quincha). El sostre és de joncs o d'algun tipus de palla. Normalment no tenen finestres. Es dissenyen amb l'entrada cap a l'est, ja que és per on surt el sol, i en la cosmologia maputxe el territori darrere dels Andes o Pwelmapu (terra de l'est) té rellevància espiritual. El kütralwe o fogonet era un element de gran importància, ja que podia il·luminar, proporcionar escalfor, i ser utilitzat per cuinar. Cremava constantment al centre de la llar, i a més, segons la tradició, hi resideix el Ngen-kütral (esperit del foc). El fum s'evacuava a través d'un forat situat al sostre.

## Construcció
Antigament, quan algú volia construir la seva ruca, li demanava permís a l'esperit Ngen-mapu per establir-se al lloc, i havia d'avisar a un cap per tal que informés a la resta de la comunitat. Així, el futur propietari de la ruca havia de cercar els elements per a la construcció, mentre que la comunitat, juntament amb ell, treballaven construint la ruca, realitzant un treball comunitari anomenat rukatun o rukan. Quan s'acabava de construir, se celebrava amb un àpat compartit amb els col·laboradors i es ballava amb màscares de fusta.